# پای تناسلی

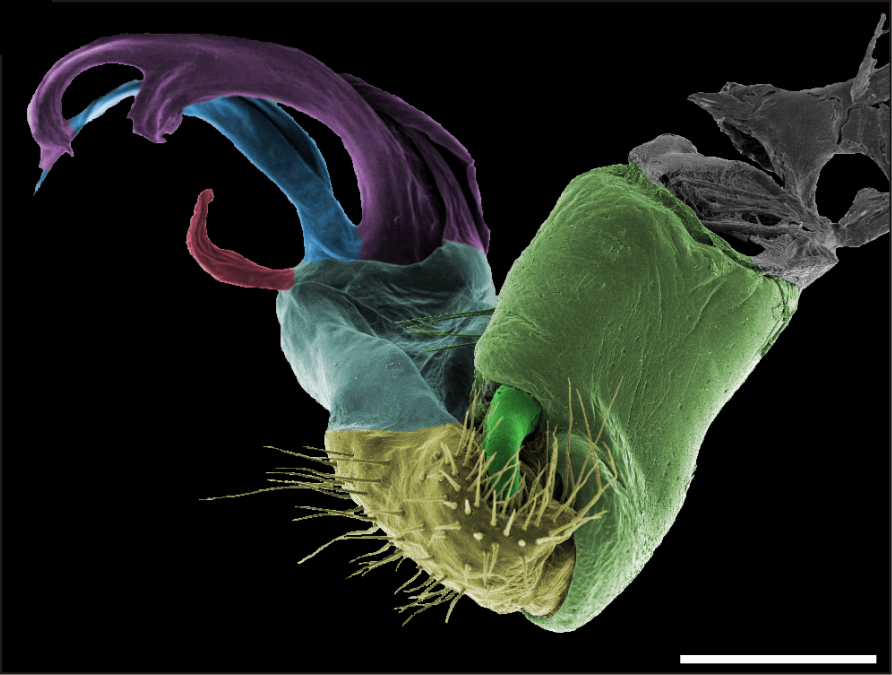
یکی از دو پای تناسلی هزارپای گلخانه‌ای (Oxidus gracilis). نوار مقیاس: ۰٫۲ میلی‌متر یا تقریباً ۱/۱۲۷ اینچ

پای تناسلی (به انگلیسی: Gonopod)، زائده‌های تخصصی بندپایان مختلف هستند که در تولیدمثل یا تخم‌گذاری به کار می‌روند. در نرها انتقال اسپرم از نر به ماده را در طول جفت‌گیری تسهیل می‌کنند و بنابراین، نوعی اندام منقبض هستند. در سخت‌پوستان و هزارپایان، پای تناسلی پاهای راه‌رفتن یا شنای اصلاح‌شده هستند. پاهای تناسلی ممکن است با ساختارهای پیچیده‌ای زینت شده باشند که ممکن است در رقابت اسپرم نقش داشته باشند و می‌توانند برای تمایز و شناسایی گونه‌های نزدیک به هم مورد استفاده قرار گیرند. پاهای تناسلی به‌طور کلی در یک یا چند جفت وجود دارند، برخلاف اندام‌های تولیدمثلی منفرد (غیرجفتی) مانند ادگوس حشرات یا آلت تناسلی نرها.

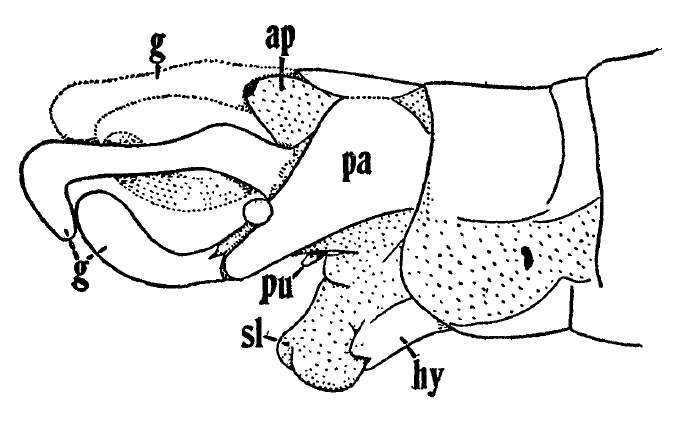
پای تناسلی جفت‌شده (g) روی اندام تناسلی نر مگس دابسون شرقی

در حشرات، پاهای تناسلی زائده‌ای از بخش تناسلی هستند که ممکن است در تلقیح استفاده شوند یا دستگاه تخم‌گذاری را تشکیل می‌دهند.